# Forte de São José do Encoje
O Forte de São José do Encoje localiza-se na localidade de São José do Encoje, província do Uíge, em Angola.

## História
Foi erguido por forças portuguesas em 1759 para defesa do presídio (estabelecimento de colonização militar) que assegurava a presença militar portuguesa e seu comércio naquele trecho do interior.
Até meados do século XIX o presídio e a sua guarnição foram governados por um Capitão-mor.
As ruínas da fortificação de São José do Encoje foram classificadas como Monumento Nacional por Decreto Provincial de 28 de Maio de 1925.